# Majde Šilc

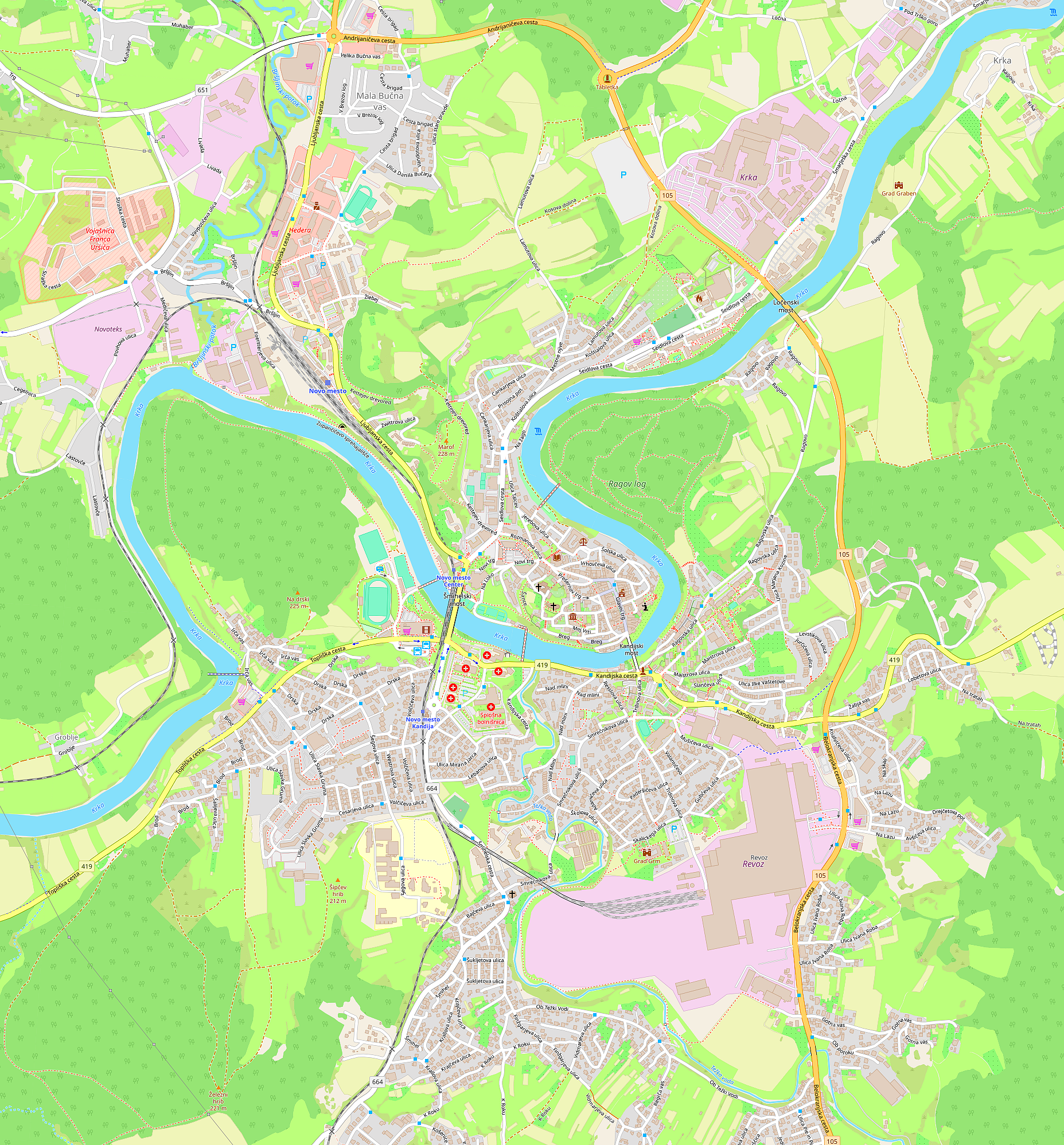
Stadt Novo mesto

Majde Šilc ist der Name einer der 23 Ortsgemeinschaften (Krajevna skupnost) in der slowenischen Stadtgemeinde Novo mesto im Südosten des Landes.
Zur Ortsgemeinschaft gehören in der Stadt Novo mesto die Straßen Jurčičeva ulica, Jakčeva ulica, Kandijska cesta (Haus-Nr. 15 bis 61, ungerade Zahlen), Levstikova ulica, Maistrova ulica, Ragovo, Ragovska ulica, Slančeva ulica, Stritarjeva ulica, Tavčarjeva ulica, Ulica Ilke Vaštetove, Ulica Marjana Kozine, Ulica Milana Majcna und V Ragov log.

## Lage
Die Siedlungen der Ortsgemeinschaft liegen westlich der Altstadt von Novo mesto am rechten Ufer der Krka.
Die Verwaltung der Ortsgemeinschaft befindet sich in Novo mesto, Ragovska ulica 7a.